# Audelange
Audelange ist eine französische Gemeinde im Département Jura in der Region Bourgogne-Franche-Comté. Sie gehört zum Arrondissement Dole und zum Kanton Authume. 

## Geographie
Die Nachbargemeinden sind Amange und Romange im Norden, Lavangeot im Osten, Lavans-lès-Dole im Südosten, Éclans-Nenon im Süden sowie Rochefort-sur-Nenon und Châtenois im Westen.
Im Süden des Gemeindegebietes verläuft der Fluss Doubs, in den an der Gemeindegrenze zu Lavans-lès-Dole sein Zufluss Arne einmündet.

## Bevölkerungsentwicklung
| Jahr                       | 1962 | 1968 | 1975 | 1982 | 1990 | 1999 | 2006 | 2018 |
| -------------------------- | ---- | ---- | ---- | ---- | ---- | ---- | ---- | ---- |
| Einwohner                  | 207  | 187  | 180  | 165  | 170  | 206  | 221  | 270  |
| Quellen: Cassini und INSEE |      |      |      |      |      |      |      |      |